# Diplazium lechleri
Diplazium lechleri är en majbräkenväxtart som först beskrevs av Georg Heinrich Mettenius och som fick sitt nu gällande namn av Thomas Moore.
Diplazium lechleri ingår i släktet Diplazium och familjen Athyriaceae. Inga underarter finns listade i Catalogue of Life.